# Zurobata rorata
Zurobata rorata là một loài bướm đêm trong họ Erebidae.